# Baumannara
× Baumannara (abreviado Bmnra) es un híbrido intergenérico entre los géneros de orquídeas Comparettia × Odontoglossum × Oncidium. Fue publicado en Orchid Rev. 91(1072, cppo): 12 (1983).